# 力積

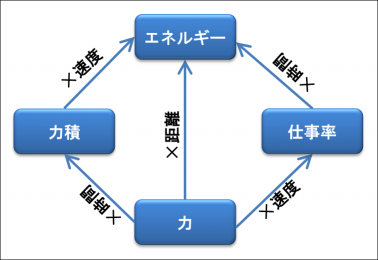
時間・距離・速度に関わる次元

力積（りきせき、英: impulse）とは、ある物体に作用する力と、その力の作用する時間とを掛けあわせたベクトル量であり、その作用の前後の物体の運動量の変化を表す。

## 数学的表現
力が一定と見なせる場合は力と作用時間の積が力積である。
力が変化する場合は、対象となる時刻区間について瞬時の力積を時間で積分して得られる。また、その時刻区間を経た物体の速度変化からも得られる。
質量m の質点を考えると、時刻{\displaystyle t_{\mathrm {A} }\to t_{\mathrm {B} }}を経たときのその質点に働く力と運動量の変化の関係は、
{\displaystyle {\boldsymbol {I}}=m{\boldsymbol {v}}_{\mathrm {B} }-m{\boldsymbol {v}}_{\mathrm {A} }=\int _{t_{\mathrm {A} }}^{t_{\mathrm {B} }}{\boldsymbol {F}}dt}
である。ここで、I が力積、vAは時刻tAでの質点の速度、vBは時刻tBでの質点の速度、F は質点に働く時刻ごとの力である。速度v に対応する質点mの運動量はmvである。
上式は、運動方程式
{\displaystyle m{d{\boldsymbol {v}} \over {dt}}={d(m{\boldsymbol {v}}) \over {dt}}={\boldsymbol {F}}}
の左右両辺を時間({\displaystyle t_{\mathrm {A} }\to t_{\mathrm {B} }})について定積分したものである。

## 概要
力積は、例えば衝突や打撃などを扱う時に重要である。槌で釘を打つときに経験する力の増大は力積で説明できる。その衝突や打撃において生じる力 F を特に撃力（英: impulsive force）と言う。
釘を打つ例では、重力によって金槌の頭部を落とす時間を長くとり、釘に触れる時間を短くすることで、釘に加わる力が重力よりもはるかに増大する。これは時間当たりの速度変化の程度と力の大きさが対応するということでもある。撃力を利用せずに釘を刺すためには、桁違いに大きな鎚か、あるいは万力等の機械が必要となる。
力積による説明が重要となる別の例は、速度ばかりか質量が変化する場合である。例えばロケットの打ち上げでは、燃料および酸化剤が消費されるだけでなく、複数段のエンジンが順次に燃焼されて、不要となった段（エンジンおよびそれを動作させる燃料タンク等）が順次に放棄される。これにより、必要な質量体のみに各段の推進力が活かされて必要な速度が得られる。
古い空気力学における質量流量の力積は、ベクトル量として扱われておらず、渦のような無効パワーが無視されてエネルギー保存則が成り立っていないものがあるので注意して欲しい。

## 関連記事
- 衝突
- 力学